# Tautomeria
Tautomeria (zwana też dawniej desmotropią) – rodzaj przemiany izomerycznej, w której dany związek chemiczny występuje w dwóch formach (zwanych tautomerami) zawierających tę samą liczbę tych samych atomów w cząsteczce, ale inaczej z sobą połączonych, zgodnie z ogólnym schematem:
R–A–B=C ⇌ A=B–C–R
Niektóre tautomery mogą przechodzić jedne w drugie na skutek spontanicznej reakcji wewnątrzcząsteczkowej bez jakiegokolwiek udziału innych cząsteczek. Często na równowagę tautomeryczną ma wpływ środowisko – zwłaszcza temperatura, pH i stężenie. W chemii organicznej najczęściej spotykanym rodzajem tautomerii jest prototropia, która polega na przeskoku atomu wodoru (R=H), z bardziej elektroujemnego atomu (tlenu, azotu, siarki) na atom węgla, lub też odwrotnie z atomu węgla na atom bardziej elektroujemny. Jeżeli tautomeria dotyczy wiązania C–H, to w większości przypadków równowaga przesunięta jest w stronę związku, w którym labilny atom wodoru jest związany z węglem.

## Wybrane równowagi tautomeryczne

### Tautomeriaketo–enolowa(enolizacja)
Atom wodoru (H) przyłączony do atomu węgla (C) (w formie ketonowej) migruje na atom tlenu (O), na skutek czego grupa karbonylowa zostaje przekształcona w grupę hydroksylową i tworzy się podwójne wiązanie węgiel-węgiel (C=C). Zgodnie z zasadą, że trwalszy jest związek, w którym labilny atom wodoru znajduje się przy węglu, powstający enol występuje zazwyczaj w równowadze w znacznie mniejszym stężeniu niż wyjściowy keton.

### Tautomeriaiminowo–enaminowa
Iminy (zasady Schiffa) ulegają tautomerii przez migrację atomu wodoru (H) związanego z atomem węgla (C) na atom azotu (N) tworząc enaminy. Podobnie jak w przypadku ketonów, forma iminowa zdecydowanie dominuje nad formą enaminową.

### Tautomeriakwasu fosfonowegoi jegoestrów
Zarówno sam kwas, jak i jego mono- i diestry występują prawie całkowicie w formie H-fosfonianowej. Siłą napędową takiego położenia równowagi fosforyn – H-fosfonian jest zysk energetyczny z wytworzenia ugrupowania fosforylowego P=O.
Wiązanie P-H można łatwo obserwować za pomocą 31P NMR (charakterystyczna stała sprzężenia P–H rzędu 600–800 Hz). Forma fosforynowa jest zazwyczaj poniżej granicy detekcji NMR. O jej istnieniu świadczą jednak reakcje możliwe jedynie dla formy posiadającej wolną parę elektronową na atomie fosforu. Forma fosforynowa może też zostać ustabilizowana poprzez związanie w kompleks z metalem przejściowym, np. platyną.
Znane są również inne rodzaje tautomerii, np. amidowo-imidowa lub nitrowo-aci-nitrowa.